# گردونه آسمان
گردونه آسمان (انگلیسی:Wheel in the Sky) آهنگی از گروه راک آمریکایی جرنی است که در سال ۱۹۷۷ ضبط شده و در چهارمین آلبوم استودیویی این گروه با نام Infinity گنجانده شده‌است. رابرت فلایشمن، نیل شون و دایان والوری آن را نوشته و ساخته‌اند.